# Irina Kazakevitsj
Irina Vladimirovna Kazakevitsj (Russisch: Ирина Владимировна Казакевич) (Berdsk, 29 oktober 1997) is een Russisch biatlete.

## Carrière
Kazakevitsj maakte haar wereldbekerdebuut in het seizoen 2020/21 waar ze 37e werd in het algemene klassement. Ze nam dat jaar ook deel aan het wereldkampioenschap waar ze 19e werd in de sprint, twintigste in de massastart en 23e in de achtervolging.
Ze nam in 2022 deel aan de Olympische Winterspelen waar ze een zilveren medaille won met de Russische ploeg op de estafette. Ze behaalde daarnaast een 20e plaats op de sprint en massastart en een 23e plaats op de achtervolging.

## Resultaten

### Olympische Winterspelen
| Jaar | Plaats | Onderdeel   | Onderdeel | Onderdeel     | Onderdeel  | Onderdeel | Onderdeel          |
| Jaar | Plaats | Individueel | Sprint    | Achtervolging | Massastart | Estafette | Gemengde estafette |
| ---- | ------ | ----------- | --------- | ------------- | ---------- | --------- | ------------------ |
| 2022 | Peking | –           | 20e       | 23e           | 20e        | ↑         | –                  |

### Wereldkampioenschappen
| Jaar | Plaats   | Onderdeel   | Onderdeel | Onderdeel     | Onderdeel  | Onderdeel | Onderdeel          | Onderdeel                 | Onderdeel |
| Jaar | Plaats   | Individueel | Sprint    | Achtervolging | Massastart | Estafette | Gemengde estafette | Single gemengde estafette |           |
| ---- | -------- | ----------- | --------- | ------------- | ---------- | --------- | ------------------ | ------------------------- | --------- |
| 2021 | Pokljuka | –           | 19e       | 23e           | 20e        | –         | –                  | –                         |           |

### Wereldbeker
Eindklasseringen
| Seizoen   | Algemeen | Individueel | Sprint | Achtervolging | Massastart |
| --------- | -------- | ----------- | ------ | ------------- | ---------- |
| 2020/2021 | 37e      | –           | 36e    | 33e           | 29e        |
| 2021/2022 | 35e      | –           | 39e    | 25e           | 36e        |